# Barret d'ala

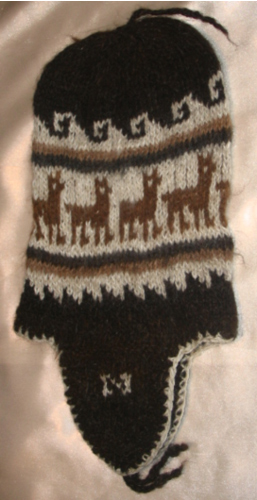
Chullo amb les ales iguals al cos del barret

Un barret d'ala és aquell que a part del capell té una vora i sovint una part que cobreix les orelles per protegir-les del fred, a mode d'ales laterals respecte al cos del barret. Les ales poden formar un tot amb la part superior, com per exemple el cas del chullo andí, on la mateixa llana i estampat forma tot el barret, o bé ser un complement adherit al barret. Els barrets d'ala són una evolució de la vora ampliada i van aparèixer a la modernitat. En alguns casos es pot usar el terme ala per a tota la vora que envolta el cos del barret, com per exemple el barret de copa.